# Mike Price
Michael Price, detto Mike (Russellville, 11 settembre 1948), è un ex cestista statunitense, professionista nella NBA e nella ABA. È il fratello di Jim Price.

## Carriera
Venne selezionato dai New York Knicks al primo giro del Draft NBA 1970 (17ª scelta assoluta).